# راسلفيل
راسلفيل (بالإنجليزية: Russellville, Arkansas)‏ هي مدينة تقع في مقاطعة بوب بولاية أركنساس في الولايات المتحدة. تبلغ مساحة هذه المدينة 73.3 (كم²)، وترتفع عن سطح البحر 106 م، بلغ عدد سكانها 27920 نسمة في عام 2010 حسب إحصاء مكتب تعداد الولايات المتحدة. تشتهر المدينة بوجود محطة أركنساس للطاقة النووية.

## أعلام
- غريغ هورن
- كورليس ويليامسون
- اريك إنجلاند
- ناتالي سانيرداي
- ويلسون د. واتسون

## وصلات خارجية
- The US50 - Cities and Towns in Arkansas State
- https://web.archive.org/web/20160120045558/http://www.census.gov/popest/data/cities/totals/2012/files/SUB-EST2012_5.csv 2012 United States Census Estimate